# Sitio de Bizancio (478 a. C.)
El sitio de Bizancio fue el principal y último esfuerzo principal del Imperio Aqueménida por retener el control de Grecia. Se libró una campaña militar dirigida por el regente espartiata Pausanias como comandante en jefe de los griegos y cuyas fuerzas ascendían a 20 trirremes peloponesios, 30 naves atenienses bajo el mando de Arístides, y un contingente de los otros aliados. Los persas fueron obligados a rendirse.
La ciudad fue invadida por la Liga de Delos y después de un breve sitio, los persas perdieron completamente el control de Tracia. Así terminaba la presencia persa en Europa, dando paso a un periodo de agresiones griegas en el extranjero por el Mar Mediterráneo.